# Arnoldo Mondadori Editore
Arnoldo Mondadori Editore (pronunție în italiană [arˈnɔldo mondaˈdoːri ediˈtoːre; mondaˈdɔːri]) este o editură din Italia. Principalii competitori ai editurii Mondadori pe piața de cărți din Italia sunt Gems, Giunti și Feltrinelli, în timp ce pe piața revistelor sunt Cairo Communication, Universo și RCS MediaGroup.
Misiunea companiei este de a încuraja răspândirea culturii și a ideilor, prin produse, activități și servicii menite să satisfacă nevoile și gusturile unei game cât mai largi de oameni, aducând împreună dragostea de cultură și calitatea editorială, cu o capacitate de a identifica și de a anticipa schimbările din mass-media și din domeniul comunicațiilor.

## Istoric
Compania a fost fondată în 1907 în Ostiglia de tânărul de 18 ani Arnoldo Mondadori care și-a început cariera de editor cu publicarea revistei Luce!. În 1912 el a înființat „La Sociale” și a publicat prima carte AiaMadama, împreună cu prietenul apropiat Tommaso Monicelli, și în anul următor La Lampada, o serie de cărți pentru copii.
Editura continuat să lucreze intens chiar și în timpul Primului Război Mondial, publicând în principal reviste pentru trupele de pe front, cum ar fi La Tradotta, care conținea creații ale unor scriitori și ilustratori celebri precum Soffici, De Chirico și Carrà.
Sediul editurii a fost transferat în 1919 la Milano. După Primul Război Mondial, Mondadori a lansat mai multe serii de cărți de succes, inclusiv Gialli Mondadori în 1929, primul exemplu de serie de cărți italiene pe teme detectivistice.
În ciuda unei perioade de autarhie culturale, Mondadori a început în 1933 publicarea operelor unor scriitori internaționale cu seria de cărți Medusa. În 1935, printr-un acord cu Walt Disney, editura a început publicarea unei colecții pentru copii bazate pe personajele de desene animate Disney, care a durat până în 1988, când acordul între Mondadori și Walt Disney Company s-a încheiat.
În 1952 Mondadori a lansat I romanzi di Urania (romanele Uraniei), o revistă italiană de science fiction care apărea de două ori pe lună și a contribuit la o difuzare mai largă a acestui gen literar în Italia.
În 1960 Mondadori a lansat Il Club degli Editori, primul club italian de comandă de carte prin poștă, iar în 1965 a devenit prima editură italiană care a lansat vânzarea de cărți cu preț redus la chioșcurile de ziare (Oscar Mondadori).
Printr-un joint-venture încheiat cu Gruppo Editoriale L'Espresso în 1976, Mondadori a publicat La Repubblica, primul ei cotidian; Gruppo Editoriale L'Espresso s-a separat în cele din urmă de Mondadori în 1991.
În 1981 Mondadori a intrat în afacerile de televiziune prin lansarea postului TV Rete Quattro, care a fost vândut către Fininvest câțiva ani mai târziu. În același an, printr-un joint-venture cu compania canadiană Harlequin Enterprises, a început să fie publicată în Italia seria de cărți de ficțiune romantică Harmony.
Societatea a fost controlată din 1991 de Fininvest, holdingul familiei lui Silvio Berlusconi. Marina Berlusconi este președintele companiei.
În 2016, achizițiile companiilor Rizzoli Libri  și Banzai Media  au marcat punctul culminant al strategiei lansate în 2013 de concentrare pe afacerile tradiționale: cărți și reviste. 

## Reviste

### Italia
- Automobile Club până în 2011
- Auto oggi până în 2011
- Bolero Film
- Panoramauto.it
- CasaFacile
- Casabella
- Casaviva până în 2013
- Chi
- Ciak
- Confidenze
- Cosmopolitan până în 2011
- Creare până în 2007
- Cucina Moderna
- Cucina No Problem
- Donna Moderna
- Doppiovù până în 1978
- Economy până în 2012
- Epoca
- Evo până în 2011
- Flair până în 2016
- Focus
- Focus Brain Trainer până în 2012
- Focus Junior
- Focus Pico
- Focus Storia
- Geo până în 2015
- Giallo Zafferano
- Grazia
- Grazia Casa până în 2015
- Guida Cucina
- Guida TV
- Icon Design
- Il mio Papa
- Interni
- Jack până în 2012
- Men's Health până în 2013
- Nuovi Argomenti
- Panorama
- Panorama Icon
- Panorama Travel până în 2013
- PC Professionale
- Prometeo
- Sale & Pepe
- Spy
- Starbene
- Telepiù
- Tempo
- TuStyle
- TV Sorrisi e Canzoni
- VilleGiardini până în 2013

### Franța
- Auto Plus (50%)
- Closer
- FHM
- Grazia
- Modes & Travaux
- Pleine Vie
- Science & Vie
- Télé Poche

### Grecia
Mondadori deține 41,66% din compania grecească Attica Publications S.A, precum și posturile de radio Athens DeeJay (Grecia) și Rock FM (Grecia).

## Radio
- R101 (post de radio)